# Cyril a Metoděj – Apoštolové Slovanů
Cyril a Metoděj – Apoštolové Slovanů je koprodukční filmové dokumentární drama o příchodu věrozvěstů Cyrila a Metoděje na Velkou Moravu, natočené u příležitosti 1150. výročí počátku šíření křesťanství slovanským jazykem ve slovanských zemích.
Dobrodružně naučné výpravné televizní dokumentární drama je natočeno v pěti jazykových mutacích. Dokumentární drama na způsob dokumentů BBC sestává ze 4 dílů a obsahuje asi 70 % hraných prvků, zbylých 30 % obstarávají dobové informace včetně map. V případě filmu nejde o běžný sestřih televizní série, nýbrž o samostatný snímek, který má svůj vlastní scénář a zčásti i jiný obsah.
Obě verze, televizní a filmová, se liší důrazem na jiné podrobnosti. V televizním dokumentárním seriálu vystupuje postava vypravěče objasňujícího obtížně zobrazitelné momenty, vyprávění navíc doplňuje animovaná „živá mapa“, která diváka provází napříč časem i prostorem a dokumentuje vždy konkrétní politickou situaci v daném místě Evropy.
Naopak filmová verze se vydává trochu jinou cestou, ve srovnání s televizním seriálem jsou výrazně posíleny bojové scény a herecké role včetně role hlavního protivníka Konstantina a Metoděje. Jde o fiktivní postavu falešného kněze Eibena, který v pozici dvojitého agenta a středověkého lobbisty nenápadně ovlivňuje chod tehdejších dějin.
Film se natáčel za realizace čtyř států v barrandovských ateliérech, ve skanzenu Řepora v Praze mezi pražskými částmi Řeporyje a Stodůlky, v archeoskanzenu v Modré u Velehradu, na loukách a v lesích u Velehradu v archeoskanzenu Chotěbuz v Těšínském Slezsku, v tureckém Istanbulu, v italské Raveně a na kyperském pobřeží Středozemního moře.
- Slavnostní předpremiéra doku-dramatu (3. díl): 25. května 2013 v sále Evropa v Hodoníně.[1]
- Slavnostní premiéra doku-dramatu (1. a 3. díl): 31. května 2013 ve Smetanově síni Obecního domu v Praze.[2]
- Moravská premiéra doku-dramatu (2. a 4. díl): 8. června 2013 v archeoskanzenu v Modré u Velehradu.
- Televizní premiéra doku-dramatu: vždy v sobotu ve 20:00 od 29. června do 20. července 2013 na 2. programu České televize.
- Promítání v kinech: od listopadu 2013.

## Obsah filmu
Příběh z 9. století popisuje počátky šíření křesťanství na Moravě a v sousedních zemích. Hlavními postavami hraného dokumentárního dramatu a celovečerního filmu jsou věrozvěsti Konstantin Filozof (známý pod mnišským jménem Cyril) a jeho bratr Metoděj, kteří byli svatořečeni a jsou označováni jako Apoštolové Slovanů.
Děj čtyřdílného televizního seriálu sleduje významný úsek dějin Byzantské říše a dějin Moravy mezi lety 826 až 885. Vyskytují se zde však drobné nepřesnosti a zjednodušení, které plně nekorespondují s historickými fakty.
1. díl

První díl popisuje dramatické okamžiky z dětství a mládí bratrské dvojice ze Soluně, jejich osudy v Byzanci a první misijní cesty k Saracénům a k Chazarům, kde mj. naleznou ostatky čtvrtého papeže Klimenta I. z moře, kde zemřel mučednickou smrtí v r. 101. Film zároveň popisuje Konstantinovu účast v tehdejších obrazoboreckých sporech, které v té době zasáhly Byzantskou říši, a podivuhodné osudy Metoděje v době, kdy byl archontem na neklidné půdě Strymonské správní oblasti (zvané thema), která byla zmítána četnými vzpourami.
2. díl

Po žádosti vládce Moravy Rostislava o vyslání biskupů a učitelů pravé křesťanské víry na území Moravy film líčí výjimečný příběh vzniku staroslovanského písma (glagolice) a první překlady nejdůležitějších knih. Poté, co je popsána náročná pouť Konstantina a Metoděje z Konstantinopole na Moravu, začíná dramatický boj o prosazení slovanské liturgie na Moravě a v Blatensku.
Kromě šíření křesťanství a budování samostatné moravské církevní organizace pokládají základ právního státu podle řecké Eklogy s přihlédnutím k místním podmínkám.
3. díl

Věrozvěstové při své misijní činnosti narážejí na pohanské přežitky a na odpor latinských kněží a východofranského krále Ludvíka II. Němce. Zakládají církevní školu, zavádějí slovanské písemnictví, šíří křesťanství a obhajují slovanskou liturgii před benátským kněžstvem, akvilejským patriarchou i samotným papežem v Římě. Vážně nemocný Konstantin však v Římě unaven a vysílen umírá a po jeho smrti se pokračování misijního díla ujímá Metoděj, který je jmenován prvním moravským arcibiskupem a papežským legátem.
Mezitím však na Moravě dojde ke zvratu a sporu mezi Rostislavem a jeho synovcem Svatoplukem. Rostislav se dostane s pomocí Svatopluka do franského zajetí, je oslepen a uvězněn.
4. díl

Frankové zajmou také arcibiskupa Metoděje, kterého ve své nenávisti odsoudí a uvrhnou do vězení v otevřené zamřížované jámě v klášteře ve švábském Ellwangenu, kde má navždy zmizet ze světa. Je uvězněn i Svatopluk a na Moravu jsou jako správci dosazena franská markrabata Wilhelm a Engilšalk. Moravané se vzbouří a vyvolají mohutné povstání v čele se Svatoplukovým příbuzným Slavomírem, které je schopen potlačit pouze Svatopluk. Je tedy propuštěn z vězení a postaven do čela silného vojska. Svatopluk však přeběhne na stranu Moravanů, kteří pak pobijí všechny franské vojáky. Po zásahu papeže Jana VIII. jsou bavorští biskupové přinuceni Metoděje po dva a půl roce propustit a arcibiskup se konečně vrací na Moravu, aby pokračoval v započatém díle.
Svatopluk se stal nezávislým vládcem Velké Moravy a jako vynikající válečník a mimořádně schopný panovník postupně rozšiřuje území Velké Moravy o další území. Metoděj prokazuje organizační a správní schopnosti a pracuje na překladech další literatury do slovanského jazyka. Téměř neustále však musí čelit intrikám latinských kněží, v čemž vyniká především kněz Wiching, jemuž se s pomocí Svatopluka podaří získat biskupský stolec v Nitře. Po změně na papežském stolci a především sérii Wichingových intrik nakonec Metoděj ztratí podporu Říma, kde byl mezitím jmenován nový papež Štěpán V. Ještě před svou smrtí označí Metoděj za svého nástupce Gorazda, jednoho ze svých nejlepších učedníků, ale jeho nepřátelům se díky podvrženému dopisu podaří po smrti Metoděje dosáhnout vyhnání všech slovanských učedníků z Moravy. Přesto dílo obou bratrů pokračuje v jiných slovanských zemích, především na Balkáně a ve východní Evropě, přetrvá věky a podstatným způsobem ovlivní evropské dějinné události.

## Návštěvnost
Film v roce 2013 (listopad, prosinec) v českých kinech vidělo 1 666 diváků.